# Jan Apell
Jan Apell (Göteborg, 4 novembre 1969) è un ex tennista e allenatore di tennis svedese.

## Carriera

### Giocatore
Ottenne il suo best ranking in singolare il 31 luglio 1995 con la 62ª posizione, mentre nel doppio divenne il 20 giugno 1994, il 10º del ranking ATP.
In carriera, in singolare, vinse tre tornei del circuito ATP Challenger Series e riuscì a raggiungere nel 1995 la finale della Mercedes Cup, torneo che faceva parte dell'ATP Championship Series; in quell'occasione fu però sconfitto dal tedesco Michael Stich con un doppio 2-6.
I migliori risultati furono ottenuti in doppio ed in particolare in coppia con il connazionale Jonas Björkman, con il quale vinse sette tornei del circuito ATP, tra cui l'ATP Tour World Championships. Sempre in coppia con Jonas Björkman, nel 1994 raggiunse la finale dell'Open di Francia, ma in finale vennero superati con il punteggio di 4-6, 6-7 da Byron Black e da Jonathan Stark.
Fece parte della squadra svedese di Coppa Davis dal 1994 al 1995 con un bilancio complessivo di sei vittorie e nessuna sconfitta, tutte in doppio. Fece parte, con Stefan Edberg, Magnus Larsson e Jonas Björkman della squadra che vinse nel 1994 la Coppa Davis; in finale fu proprio lui, nel doppio decisivo in coppia con Björkman, a dare il punto decisivo con la vittoria sulla coppia russa composta da Evgenij Kafel'nikov e da Andrej Ol'chovskij.

### Allenatore
Dopo essersi ritirato dall'attività agonistica ha intrapreso la carriera di allenatore, nel 2000 ha seguito Mikael Tillström, successivamente si è trasferito a Singapore dove si dedica all'attività giovanile.

## Statistiche

### Singolare

#### Finali perse (1)
| Legenda                                              |
| Grande Slam (0)                                      |
| ATP World Tour Finals (0)                            |
| ATP Super 9 / ATP Masters Series (0)                 |
| ATP Championship Series / ATP International Gold (1) |
| ATP World Series / ATP International Series (0)      |

| Numero | Data           | Torneo                  | Superficie  | Avversario in finale | Punteggio |
| 1.     | 17 luglio 1995 | Mercedes Cup, Stoccarda | Terra rossa | Thomas Muster        | 2-6, 2-6  |

### Doppio

#### Vittorie (9)
| Legenda                                              |
| Grande Slam (0)                                      |
| ATP World Tour Finals (1)                            |
| ATP Super 9 / ATP Masters Series (0)                 |
| ATP Championship Series / ATP International Gold (0) |
| ATP World Series / ATP International Series (8)      |

| Numero | Data             | Torneo                                   | Superficie    | Compagno       | Avversari in finale                 | Punteggio               |
| 1.     | 19 aprile 1993   | Seoul Open, Seul                         | Cemento       | Peter Nyborg   | Neil Broad Gary Muller              | 5-7, 7-6, 6-2           |
| 2.     | 21 febbraio 1994 | Tennis Channel Open, Scottsdale          | Cemento       | Ken Flach      | Alex O'Brien Sandon Stolle          | 6-0, 6-4                |
| 3.     | 6 giugno 1994    | Queen's Club Championships, Londra       | Erba          | Jonas Björkman | Todd Woodbridge Mark Woodforde      | 5-7, 7-6, 6-4           |
| 4.     | 4 luglio 1994    | Swedish Open, Båstad                     | Terra rossa   | Jonas Björkman | Nicklas Kulti Mikael Tillström      | 6-2, 6-3                |
| 5.     | 22 agosto 1994   | Schenectady Open, Schenectady            | Cemento       | Jonas Björkman | Jacco Eltingh Paul Haarhuis         | 6-4, 7-6                |
| 6.     | 7 novembre 1994  | European Community Championship, Anversa | Sintetico (i) | Jonas Björkman | Hendrik Jan Davids Sébastien Lareau | 4-6, 6-1, 6-2           |
| 7.     | 15 novembre 1994 | ATP Tour World Championships, Giacarta   | Cemento (i)   | Jonas Björkman | Todd Woodbridge Mark Woodforde      | 6-4, 4-6, 4-6, 7-6, 7-6 |
| 8.     | 10 luglio 1995   | Swedish Open, Båstad                     | Terra rossa   | Jonas Björkman | Jon Ireland Andrew Kratzmann        | 6-3, 6-0                |
| 9.     | 15 aprile 1996   | Bermuda Open, Bermuda                    | Terra rossa   | Brent Haygarth | Pat Cash Patrick Rafter             | 3-6, 6-1, 6-3           |

#### Finali perse (6)
| Legenda                                              |
| Grande Slam (1)                                      |
| ATP World Tour Finals (0)                            |
| ATP Super 9 / ATP Masters Series (2)                 |
| ATP Championship Series / ATP International Gold (0) |
| ATP World Series / ATP International Series (3)      |

| Numero | Data            | Torneo                             | Superficie    | Compagno       | Avversari in finale            | Punteggio     |
| 1.     | 8 novembre 1993 | Kremlin Cup, Mosca                 | Sintetico (i) | Jonas Björkman | Jacco Eltingh Paul Haarhuis    | 1-6, ritiro   |
| 2.     | 23 maggio 1994  | Open di Francia, Parigi            | Terra rossa   | Jonas Björkman | Byron Black Jonathan Stark     | 4-6, 6-7      |
| 3.     | 10 ottobre 1994 | Tel Aviv Open, Tel Aviv            | Cemento       | Jonas Björkman | Lan Bale John-Laffnie de Jager | 7-6, 2-6, 6-7 |
| 4.     | 24 ottobre 1994 | Stockholm Open, Stoccolma          | Sintetico (i) | Jonas Björkman | Todd Woodbridge Mark Woodforde | 4-6, 6-4, 3-6 |
| 5.     | 15 maggio 1995  | Internazionali d'Italia, Roma      | Terra rossa   | Jonas Björkman | Cyril Suk Daniel Vacek         | 3-6, 4-6      |
| 6.     | 12 giugno 1995  | Queen's Club Championships, Londra | Erba          | Jonas Björkman | Todd Martin Pete Sampras       | 4-6, 2-6      |

### Tornei minori

#### Singolare

##### Vittorie (3)
| Legenda tornei minori |
| Challenger (3)        |
| Futures (0)           |

| Numero | Data             | Torneo                                  | Superficie  | Avversario in finale | Punteggio     |
| 1.     | 22 luglio 1991   | Hanko Open, Hanko                       | Terra rossa | Claudio Mezzadri     | 6-2, 6-4      |
| 2.     | 12 ottobre 1992  | Challenger DCNS de Cherbourg, Cherbourg | Cemento (i) | Christian Saceanu    | 6-3, 6-7, 7-6 |
| 3.     | 24 novembre 1997 | Reunion Island Challenger, Riunione     | Cemento     | Arnaud Clément       | 6-4, 7-6      |

#### Doppio

##### Vittorie (9)
| Legenda tornei minori |
| Challenger (9)        |
| Futures (0)           |

| Numero | Data             | Torneo                                  | Superficie    | Compagno         | Avversari in finale                    | Punteggio     |
| 1.     | 22 agosto 1988   | Rümikon Challenger, Rümikon             | Terra rossa   | Veli Paloheimo   | András Lányi László Markovits          | 7-5, 6-7, 6-3 |
| 2.     | 17 ottobre 1988  | Challenger DCNS de Cherbourg, Cherbourg | Cemento (i)   | Peter Nyborg     | Peter Bastiansen Peter Flintsø         | 6-2, 6-2      |
| 3.     | 22 luglio 1991   | Hanko Open, Hanko                       | Terra rossa   | Olli Rahnasto    | Patrik Albertsson Jörgen Windahl       | Walkover      |
| 4.     | 2 settembre 1991 | S Tennis Masters Challenger, Graz       | Terra rossa   | Raviv Weidenfeld | Markus Naewie Sébastien Leblanc        | 6-3, 6-3      |
| 5.     | 22 giugno 1992   | Salzburg Challenger, Salisburgo         | Terra rossa   | Mikael Tillström | Jordi Arrese Nils Holm                 | 3-6, 6-2, 6-2 |
| 6.     | 25 gennaio 1993  | Heilbronn Open, Heilbronn               | Sintetico (i) | Jonas Björkman   | Brian Devening Peter Nyborg            | 6-2, 7-6      |
| 7.     | 15 febbraio 1993 | Rennes Challenger, Rennes               | Sintetico (i) | Jonas Björkman   | João Cunha e Silva Marc-Kevin Goellner | Walkover      |
| 8.     | 16 agosto 1993   | IPP Trophy, Ginevra                     | Terra rossa   | Nicklas Utgren   | Claudio Mezzadri Christian Miniussi    | 6-4, 6-2      |
| 9.     | 1º novembre 1993 | Lambertz Open by STAWAG, Aquisgrana     | Sintetico (i) | Jonas Björkman   | Mike Briggs Trevor Kronemann           | 7-5, 7-6      |